# Нова економіка
Нова економіка (неоекономіка, англ. new economy) — сучасна економічна інфраструктура, що характеризується переважанням нематеріальних активів (знань, послуг) над матеріальними. Іншими словами, це економіка знань, нових інформаційних технологій, нових бізнес процесів, які забезпечують лідерство та конкурентоспроможність.
Новою економікою деколи називають доступ, поширення та використання інформації (знань) в економічній діяльності за допомогою нових технологічних засобів.
Важливим терміном для цілісного розуміння нової економіки виступає поняття «екосистема». Екосистема — це мережа організації з постачальників, дистриб'юторів, замовників, конкурентів, установ тощо, які беруть участь у розробці та доставці конкретного товару чи послуги, конкуруючи або співпрацюючи між собою. Ідея полягає в тому, що кожен суб'єкт екосистеми впливає та знаходиться під впливом інших суб'єктів, за рахунок чого створюються динамічні відносини.
Важливу роль у новій економіці відіграють соціальні ініціативи, адже вони покликані формувати нових лідерів, які впливають на перебіг внутрішніх та міжнародних економічних процесів.

## Загальні відомості
Нова економіка характеризується своєю орієнтованістю на послуги та знання, зокрема на їхню передачу за допомогою нових технологій.
Виникла на підвалинах четвертої промислової революції (англ. The Fourth Industrial Revolution). Тісно пов'язана з інтернетом речей (англ. Internet of things, IoT).
Серед ключових цінностей, на яких ґрунтується нова економіка, економісти виділяють еластичність, направленість на загальний добробут та стійкість.

#### Нова економіка містить у собі наступні підвиди
- Економіка вражень (англ. The experience economy) — економічний концепт, за якого основних товаром стають емоції.
- Трансформаційна економіка (англ. The transformation economy) — логічне продовження економіки вражень. Вид економічних відносин, що дозволяє споживачу бути в центрі певного досвіду, а не просто його свідком.
- «Зв'язкова» економіка (англ. The connection economy) — різновид нової економіки, що ставить в центр цінність, створену за рахунок побудови взаємовідносин та ділових зв'язків, а не матеріальних активів.
- Креативна економіка (англ. The creative economy) — особливий сектор економіки, який ґрунтується на використанні людьми своєї уяви у прийнятті економічних рішень та підвищенням цінності ідеї.

#### Новій економіці як новому порядку соціально-господарських відносин, притаманні такі особливості
- Пріоритет людського капіталу та інформаційних технологій. Дозволяє отримати прибуток за мінімальної залежності від традиційних сировинних ресурсів.
- Явище “творчого руйнування”. Цей термін було введено австрійським економістом Й. Шумпетером на позначення процесу індустріальної мутації, в ході якого структура руйнується зсередини і водночас реконструюється, створюючи нові ланцюги.
- Інноваційність. Основа нової економіки. Атрибутами бізнесів нової економіки стають гнучкість, нові ділові підходи та методи управління, нові розробки.
- Масова індивідуалізація (англ. Mass customization). Масове виробництво якісно підлаштовується під запити кожного окремого споживача.
- Зростання значення децентралізації. Різко знижується значення відстані між економічними агентами (наприклад, між заводом з видобутку, заводом з переробки, ринком збуту і центральним офісом), принаймні з точки зору управління. Ефективне застосування інформаційно-комунікаційних технологій стає життєвою необхідністю для конкурентоспроможності, як окремих підприємств, так і країни в цілому.
- Орієнтованість на венчурний бізнес.

## Виникнення та еволюція терміна
Зародження терміна «нова економіка» датується кінцем 1990х років, однак перша згадка даного поняття припадає на 30 травня 1983 року, коли часопис «Тайм» (англ. «Time»)  випустив обкладинку під назвою «Нова економіка», яка висвітлила перехід від переважання виробничих процесів до економіки на основі інформаційних технологій.
На фінансових ринках цей термін асоціювався з біржовими бульбашками  - дот-комами. Це включало появу NASDAQ як конкурента на Нью-Йоркській фондовій біржі, високий рівень IPO, зростання вартості акцій дот-комів.
У ширшій економіці цей термін був пов'язаний з такими практиками, як аутсорсинг та реінжиніринг бізнес-процесів.
До 1997 року термін «нова економіка» безліч разів згадувався у виданнях Newsweek.
В офіційних документах на це поняття теж неодноразово зверталась увага. Зокрема, в «Економічній доповіді Президента США за 2001 рік» (англ. Economic Report of the US President. 2001.) говориться: «Радикальна трансформація американської економіки за останні вісім років дала підставу багатьом спостерігачам вважати, що ми є свідками створення нової економіки, що складається з фірм і галузей, найбільш тісно пов'язаних з революцією в цифрової технології та розвитком Інтернету.»

## ТОП галузей нової економіки
Нова економіка все глибше вкорінюється в наше життя. Наприклад, третина економічного вкладу Китаю, незабаром буде контролюватися секторами «нової економіки», повідомляє Caixin. Найбільшого розвитку зазнають такі галузі:
- Енергетична сфера (енергозберігаючі технології, нові транспортні засоби)
- Природоохоронна сфера (захист навколишнього середовища)
- Сфера інформаційних послуг та комунікацій (ІТ)
- Біотехнології
- Фінанси та юридичні послуги
- Культура, спорт, розваги
- Сектор високотехнологічних послуг (дослідження, розробка, надання)

Також завдяки розвитку нової економіки перед нами постають новітні індустрії, такі як EdTech (education + technology), InsurTech (insurance + technology), FinTech (finance + technology).

## Ключові відмінності між нової економікою та традиційною
Фундаментальна відмінність нової економіки полягає у виді активів, які їй притаманні. Вона спирається на людський капітал, ідеї, знання та бренди, тоді як традиційна економіка більше орієнтована на природні ресурси, промисловість та виробництво.
На відміну від звичної економіки, нова економіка характеризується гнучкістю, мобільністю та рухливістю. Окрім кількості отриманого прибутку, вона вимірюється знаннями, а її невід'ємним інструментом стала колаборація, співробітництво.
У ставлені до споживача теж спостерігаються певні зміни. Традиційна економіка вкорінює думку про те, що після транзакції (отримання грошей за товар) стосунки «продавець-покупець» закінчуються. За новою економікою, після продажу стосунки лише розпочинаються. Саме ця особливість дала поштовх до розвитку нових підходів у маркетингу та зв'язках з громадськістю.

## Вплив нової економіки на зміст звичних економічних відносин
Завдяки принципам нової економіки відбувається поступова раціоналізація економічних функцій, за рахунок чого підвищується продуктивність. Це в свою чергу відображається у зростанні заробітної плати та доходу на душу населення. Основним джерелом забезпечення таких змін стали інформаційні технології.
Також розвиток нових підходів спричиняє відмову від низькооплачуваних робочих місць через їхню непотрібність. Виникають нові професії та можливості працевлаштування.
Завдяки укоріненню системи нової економіки держави змушені забезпечувати нові освітні можливості, зокрема спонсорувати re-education та re-training (здобуття нової освіти, нових професійних знань, перекваліфікація).
Технологічні можливості нової економіки значною мірою удосконалили підходи традиційної економіки. Зокрема спростили процес комунікації з постачальниками, вплинули на доставку та призвели до мінімізації витрат.

### Приклади нової економіки
- Amazon
- Uber, Bolt, Uklon
- Netflix
- Airbnb
- Preply
- Coursera
- PayPal
- Grammarly
- PetCube